# Nam Hye-seung
Nam Hye-seung (남혜승?; ...) è una compositrice sudcoreana.
Pluripremiata direttrice musicale, è entrata nel settore dell'intrattenimento dopo essersi laureata all'Università Yonsei. È considerata una delle migliori musiciste del paese ed è in grado di suonare diversi strumenti musicali.
È conosciuta specialmente per il suo lavoro di compositrice di colonne sonore televisive.

## Filmografia
| Year | Title                                                 | Network          | Ref.          |
| ---- | ----------------------------------------------------- | ---------------- | ------------- |
| 2004 | Red Bean Bread                                        | MBC              | [ 6 ] [ 7 ]   |
| 2005 | Rules of Love (이별에 대처하는 우리의 자세)           | MBC              | [ 8 ]         |
| 2010 | More Charming by the Day                              | MBC              |               |
| 2011 | You Are So Pretty                                     | MBC              |               |
| 2011 | Special Case Team TEN 1                               | OCN              |               |
| 2011 | Can't Lose                                            | MBC              |               |
| 2012 | Operation Proposal                                    | TV Chosun        |               |
| 2012 | Ice Adonis                                            | tvN              | [ 9 ]         |
| 2012 | In-hyeon wanghu-ui namja                              | tvN              | [ 10 ]        |
| 2012 | I Need Romance 2012                                   | tvN              |               |
| 2012 | Glass Mask                                            | tvN              | [ 11 ] [ 12 ] |
| 2013 | Flower Boy Next Door                                  | tvN              |               |
| 2013 | Nine: Nine Times Time Travel                          | tvN              |               |
| 2013 | Special Affairs Team TEN 2                            | OCN              | [ 13 ]        |
| 2013 | The Fugitive of Joseon                                | KBS2             |               |
| 2013 | Heartless City                                        | JTBC             | [ 14 ]        |
| 2013 | Hold My Hand                                          | MBC              |               |
| 2013 | Your Neighbor's Wife                                  | JTBC             |               |
| 2014 | I Need Romance 3                                      | tvN              | [ 15 ]        |
| 2014 | Angel Eyes                                            | SBS              | [ 16 ]        |
| 2014 | A Witch's Love                                        | tvN              |               |
| 2014 | My Spring Days                                        | KBS2             | [ 17 ]        |
| 2014 | Discovery of Love                                     | KBS2             | [ 18 ]        |
| 2014 | The Three Musketeers                                  | tvN              |               |
| 2015 | Love Weaves Through a Millenium                       | Hunan Television |               |
| 2015 | Snow Road                                             | KBS1             |               |
| 2015 | Saranghaneun Eundong-a                                | JTBC             | [ 19 ]        |
| 2015 | My Beautiful Bride                                    | OCN              | [ 20 ]        |
| 2015 | My First Time                                         | OnStyle          | [ 21 ]        |
| 2015 | Bubble Gum                                            | tvN              | [ 22 ]        |
| 2016 | One More Happy Ending                                 | MBC              | [ 23 ]        |
| 2016 | Gi-eok                                                | tvN              | [ 24 ]        |
| 2016 | Good Wife                                             | tvN              | [ 25 ]        |
| 2016 | Jealousy Incarnate                                    | SBS              | [ 26 ] [ 27 ] |
| 2016 | Drama Special – The Red Teacher (Episode 1, Season 7) | KBS2             | [ 28 ]        |
| 2016 | Guardian: The Lonely and Great God                    | tvN              | [ 12 ]        |
| 2017 | Snowy Road                                            |                  |               |
| 2017 | Chicago tajagi                                        | tvN              | [ 29 ] [ 30 ] |
| 2017 | Suspicious Partner                                    | SBS              | [ 31 ]        |
| 2017 | The Bride of Habaek                                   | tvN              | [ 32 ]        |
| 2017 | Black                                                 | OCN              | [ 33 ]        |
| 2017 | Geunyang saranghaneun sa-i                            | JTBC             | [ 34 ]        |
| 2018 | Drama Stage – Not Played (Episode 7, Season 1)        | tvN              |               |
| 2018 | Wok of Love                                           | SBS              | [ 35 ]        |
| 2018 | Life on Mars                                          | OCN              | [ 36 ]        |
| 2018 | Mr. Sunshine                                          | tvN              | [ 37 ] [ 38 ] |
| 2018 | Where Stars Land                                      | tvN              | [ 39 ]        |
| 2018 | Namjachingu                                           | tvN              |               |
| 2019 | Romance Is A Bonus Book                               | tvN              |               |
| 2019 | He Is Psychometric                                    | tvN              |               |
| 2019 | Beautiful World                                       | JTBC             |               |
| 2019 | Vagabond                                              | SBS              |               |
| 2019 | Crash Landing on You                                  | tvN              |               |
| 2020 | A Piece of Your Mind                                  | tvN              |               |
| 2020 | It's Okay to Not Be Okay                              | tvN              | [ 40 ] [ 41 ] |
| 2020 | Record of Youth                                       | tvN              | [ 42 ]        |
| 2020 | Lovestruck in the City                                | KakaoTV          | [ 43 ]        |
| 2021 | Reflection of You                                     | JTBC             | [ 44 ]        |
| 2021 | Bulgasal: Immortal Souls                              | tvN              | [ 45 ]        |
| 2021 | Our Beloved Summer                                    | SBS              | [ 46 ]        |
| 2022 | Link: Eat, Love, Kill                                 | tvN              | [ 47 ] [ 48 ] |
| 2022 | Alchemy of Souls                                      | tvN              | [ 49 ]        |
| 2023 | Our Blooming Youth                                    | tvN              | [ 50 ]        |
| 2023 | Doona!                                                | Netflix          | [ 51 ]        |
| 2023 | Sweet HomeSeason 2                                    | Netflix          | [ 52 ]        |
| 2024 | Tell Me That You Love Me                              | ENA              | [ 53 ]        |
| 2024 | Queen of Tears                                        | tvN              | [ 54 ]        |